# RD-119
Le RD-119 (indice GRAU 8D710) était un moteur-fusée à ergols liquides, brûlant de l'oxygène liquide et de l'UDMH selon le cycle générateur de gaz. La tuyère avait un rapport d'expansion gigantesque et le moteur utilisait une combinaison unique d'ergols pour obtenir une impulsion spécifique de 352 s, extrêmement élevée pour un moteur semi-cryogénique à générateur de gaz. Il avait aussi un mécanisme d'orientation particulier. La tuyère du moteur principal était fixe et la sortie du générateur de gaz était envoyée vers quatre tuyères auxiliaires situées sur les côtés du moteur. Au lieu d'utiliser des moteurs verniers pour contrôler l'orientation, les gaz de combustion étaient distribués par un système commandé électriquement qui pouvait contrôler la poussée sur chaque tuyère auxiliaire.

## Développement
Entre 1958 et 1960, l'OKB 456 de Glouchko développa le RD-109 pour le Bloc I du projet 8K73 — une version LOX/UDMH du R-7. Mais le refus de Korolev d'utiliser une telle combinaison toxique enterra le projet. Lorsque le OKB-586 de Yanguel fut chargé de développer un lanceur à partir du missile R-12, il dut développer un étage supérieur ex nihilo. Le problème critique était la faible impulsion spécifique du premier étage, et donc un moteur d'étage supérieur très performant était nécessaire. Pour cela, Glushko proposa d'adapter le RD-109, et Yanguel accepta la proposition. Il vola sur des missions très importantes du lanceur Kosmos-2, avec environ 165 moteurs produits,.

## Versions
Ce moteur existe en deux versions.
- RD-109 : indice GRAU 8D711, appelé également GDU-10. C'était la proposition initiale pour le projet 8K73 d'étage Bloc I.
- RD-119 : indice GRAU 8D710. C'était la version utilisée sur la fusée Kosmos-2.

| Moteur                         | RD-109             | RD-119             |
| ------------------------------ | ------------------ | ------------------ |
| Synonyme                       | 8D711 ou GDU-10    | 8D710              |
| Développement                  | 1957–1960          | 1960–1963          |
| Type de moteur                 | Générateur de gaz, | Générateur de gaz, |
| Ergols                         | LOX/UDMH           | LOX/UDMH           |
| Pression chambre de combustion | 7,75 MPa           | 7,9 MPa            |
| Poussée (vide)                 | 101,6 kN           | 106 kN             |
| Poussée (niveau de la mer)     | N/A                | 65,6 kN            |
| Isp (vide)                     | 334 s              | 352 s              |
| Isp (niveau de la mer)         | N/A                | 220 s              |
| Durée de fonctionnement        | 330 s              | 260 s              |
| Hauteur                        | 2 280 mm           | 2 170 mm           |
| Diamètre                       | 1 024 mm           | 1 024 mm           |
| Masse                          | 210 kg             | 168,5 kg           |
| Utilisation                    | Projet 8K73        | Kosmos-2           |